# 러시아의 시베리아 정복
러시아의 시베리아 정복은 1581년부터 1778년까지 진행되었으며, 이 시기에 시비르 칸국은 러시아 탐험가들의 활동으로 인해 약화되던 느슨한 봉신 구조를 가졌다. 러시아인들은 수가 적음에도 불구하고 다양한 부족 연맹체에 압력을 가해 충성심을 바꾸게 하고, 멀리 떨어진 요새를 건설하여 약탈을 감행했다. 전통적으로는 예르마크 티모페예비치의 시베리아 칸국 원정이 1581년에 시작되었다고 여겨진다. 시베리아와 극동 지역의 러시아 합병은 현지 주민들의 저항을 받았으며, 시베리아 원주민과 러시아 카자크 사이의 격렬한 전투 속에서 이루어졌고, 카자크는 종종 시베리아 원주민들에게 잔혹 행위를 저질렀다. 이 지역의 정복은 모험가 집단에 의해 조직된 자발적인 사건이었으며, 러시아인의 초기 식민주의 사건 중 하나이다.

## 시비르 칸국 정복
러시아의 시베리아 정복은 1581년 7월, 예르마크 티모페예비치 휘하의 카자크 약 540명이 시비르 칸국의 통치자인 쿠춤 칸의 신하인 만시인의 영토를 침공하면서 시작되었다. 이들은 일부 리투아니아인과 독일인 용병 및 전쟁 포로들과 동행했다. 1581년 내내 이 병력은 유그라로 알려진 영토를 횡단하며 보굴족과 오스탸크족 마을을 정복했다. 이 시기에 그들은 쿠춤 칸의 세금 징수원도 사로잡았다.
러시아의 진격에 대한 타타르인의 보복 공격이 여러 차례 있은 후, 예르마크의 군대는 시베리아의 수도인 카쉴리크를 점령하기 위한 작전을 준비했다. 이 병력은 1582년 5월에 출정했다. 이르티시강 강변에서 3일간의 전투 끝에, 예르마크는 쿠춤 칸과 6명의 동맹 타타르인 군주들의 연합군에 맞서 승리했다. 6월 29일, 카자크군은 타타르족의 공격을 받았지만 다시 격퇴했다.
1582년 9월 내내 칸은 카쉴리크 방어를 위해 병력을 모았다. 시베리아 타타르인, 보굴족, 오스탸크족의 무리가 추바시 산에 집결하여 침략하는 카자크에 맞서 방어했다. 10월 1일, 추바시 산의 타타르 요새를 공격하려는 카자크의 시도는 저지되었다. 10월 23일, 카자크는 추바시 산의 타타르 요새를 네 번째로 공격하려 했으나 타타르족이 반격했다. 100명 이상의 카자크가 사망했지만, 그들의 총포 사격은 타타르족의 후퇴를 강제했고 두 개의 타타르 대포를 포획할 수 있게 했다. 칸의 군대는 후퇴했고, 예르마크는 10월 26일 카쉴리크에 입성했다.
쿠춤 칸은 스텝으로 후퇴하여 다음 몇 년 동안 병력을 재편성했다. 그는 1584년 8월 6일 한밤중에 예르마크를 기습하여 그의 군대 대부분을 격파했다. 자세한 내용은 러시아 측 자료에 따르면 예르마크가 부상당해 이르티시강의 지류인 바가이강을 헤엄쳐 건너려다 사슬갑옷의 무게에 의해 익사했다고 주장하며 논란이 있다. 메셰랴크의 지휘 아래 남은 예르마크의 병력은 카쉴리크에서 철수하면서 도시를 파괴했다. 1586년, 러시아인들은 돌아와 대포를 사용하여 한티인과 만시인을 진압한 후 카쉴리크 유적지 근처에 튜멘에 요새를 건설했다. 쿠춤 칸에게 복종했던 타타르 부족들은 1584년에서 1595년 사이에 러시아인들의 여러 차례 공격을 받았지만, 쿠춤 칸은 붙잡히지 않았다. 마침내 1598년 8월, 쿠춤 칸은 오비강 근처에서 이르멘 전투에서 패배했다. 전투 과정에서 시베리아 왕실 가족은 러시아인들에게 붙잡혔다. 그러나 쿠춤 칸은 다시 도주했다. 러시아인들은 쿠춤 칸의 가족들을 모스크바로 데려갔고, 그들은 그곳에 인질로 남았다. 칸 가족의 후손들은 시비르스키 공작으로 알려지게 되었고, 이 가문은 적어도 19세기 후반까지 살아남은 것으로 알려져 있다.
그는 개인적으로 탈출했음에도 불구하고, 가족들의 포획은 쿠춤 칸의 정치적, 군사적 활동을 종결시켰고 그는 남시베리아의 노가이 칸국 영토로 후퇴했다. 그는 차르와 접촉하여 이르티시강 강변의 작은 지역을 자신의 영지로 허락해 달라고 요청했다. 이는 차르에 의해 거부되었는데, 차르는 쿠춤 칸에게 모스크바로 와서 차르를 섬기며 "편안하게 지내라"고 제안했다. 그러나 늙은 칸은 그러한 경멸을 견디고 싶지 않았고, 모스크바에서 "편안하게 지내는 것"보다 자신의 땅에 머무르는 것을 선호했다. 쿠춤 칸은 그 후 부하라로 갔고, 노인이 되어 시력을 잃었으며, 1605년경 먼 친척들과 함께 망명지에서 사망했다.

## 정복과 탐험

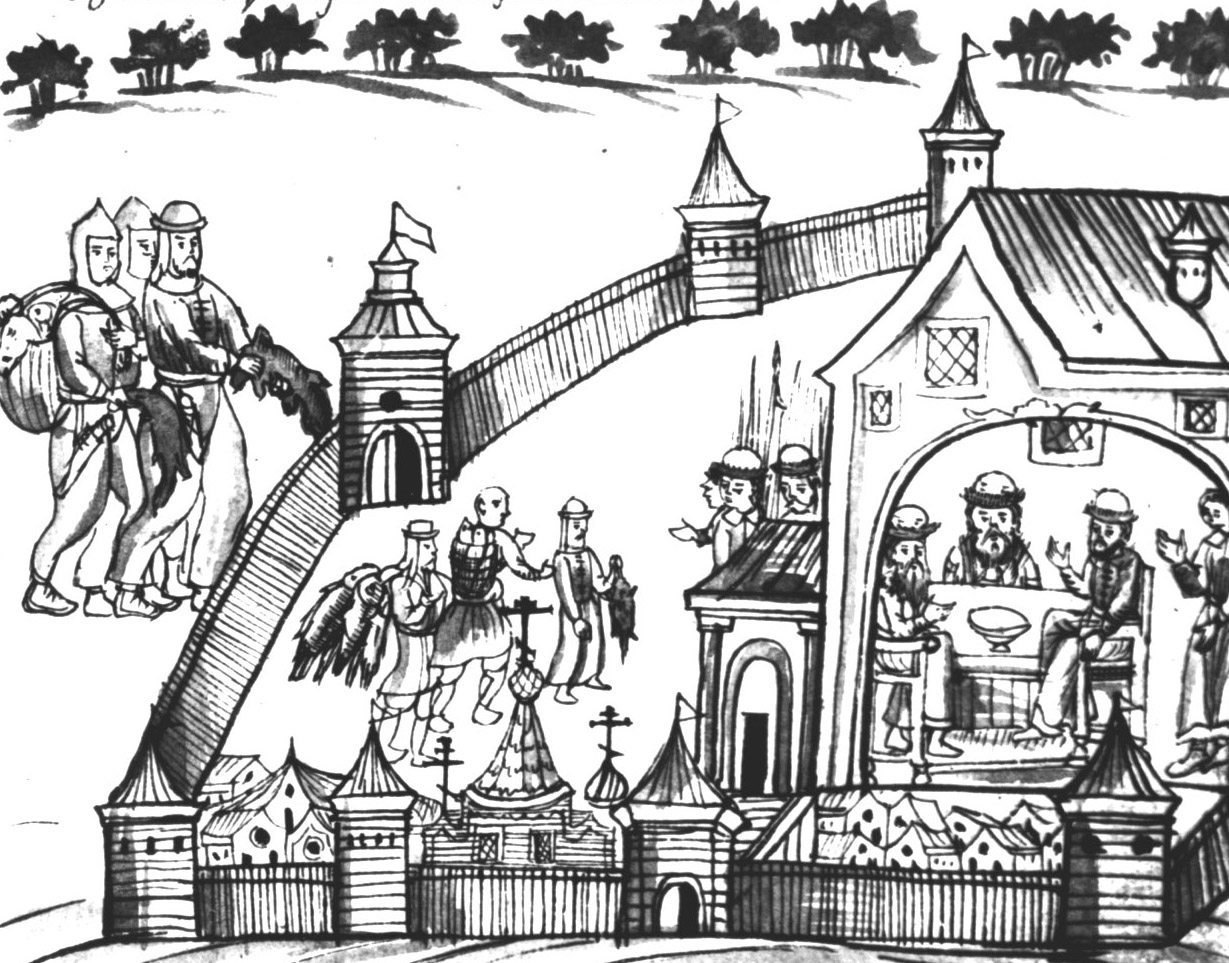
레메조프 연대기에 그려진, 새로 건설된 튜멘 요새의 모스크바 보예보다들.

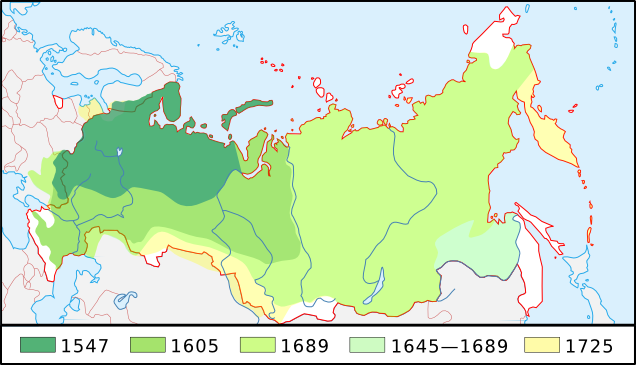
러시아 차르국의 성장

원주민들을 복종시키고 야삭 (모피 조공)을 징수하기 위해, 주요 강과 개울의 합류 지점 및 중요한 포티지(육상 운반로)에 일련의 겨울 전초 기지(zimovie)와 요새(오스트로크)가 건설되었다. 이들 중 첫 번째는 튜멘과 토볼스크였는데, 전자는 1586년 바실리 수킨과 이반 먀스노이에 의해, 후자는 이듬해 다니엘 출코프에 의해 건설되었다. 토볼스크는 정복의 중심지가 되었다. 북쪽으로는 베료조보 (1593)와 망가제야 (1600–1601)가 건설되어 네네츠인을 조공 아래 두었으며, 동쪽으로는 수르구트 (1594)와 타라 (1594)가 토볼스크를 보호하고 나림 오스탸크족의 통치자를 진압하기 위해 세워졌다. 이들 중 망가제야는 가장 중요한 거점이었으며, 동쪽으로의 추가 탐험을 위한 기지가 되었다.
오비강과 그 지류를 따라 진격하면서, 케츠크 (1602)와 톰스크 (1604)에 오스트로크가 건설되었다. 1605년 케츠크 sluzhilye liudi ("군인")는 예니세이강에 도달하여 심강까지 내려갔다. 2년 후 망가제야의 모피 상인과 상인들은 투루한강을 따라 예니세이강과의 합류 지점까지 내려가 zimovie 투루한스크를 세웠다. 1610년경, 투루한스크의 사람들은 예니세이강 입구에 도달하여 심강까지 거슬러 올라갔고, 그곳에서 케츠크의 경쟁 조공 징수원들을 만났다. 원주민들의 복종을 확실히 하기 위해 예니세이스크 (1619)와 크라스노야르스크 (1628)에 오스트로크가 건설되었다.
칸의 죽음과 조직적인 시베리아 저항의 해체 이후, 러시아인들은 먼저 바이칼호를 향해 진격한 다음 오호츠크해와 아무르강으로 향했다. 그러나 그들이 처음 중국 국경에 도달했을 때 대포로 무장한 사람들을 만났고 그곳에서 멈췄다.
러시아인들은 1639년에 태평양에 도달했다. 시비르 칸국 (1598년)을 정복한 후, 북아시아 전체(구 칸국보다 훨씬 더 넓은 지역)가 시베리아로 알려지게 되었고, 1640년까지 러시아의 동쪽 국경은 수백만 제곱킬로미터 이상 확장되었다. 어떤 면에서 칸국은 러시아 전제 군주의 완전한 제국 양식의 일부가 된 종속적인 칭호 "시베리아의 차르"로 계속 존재했다.

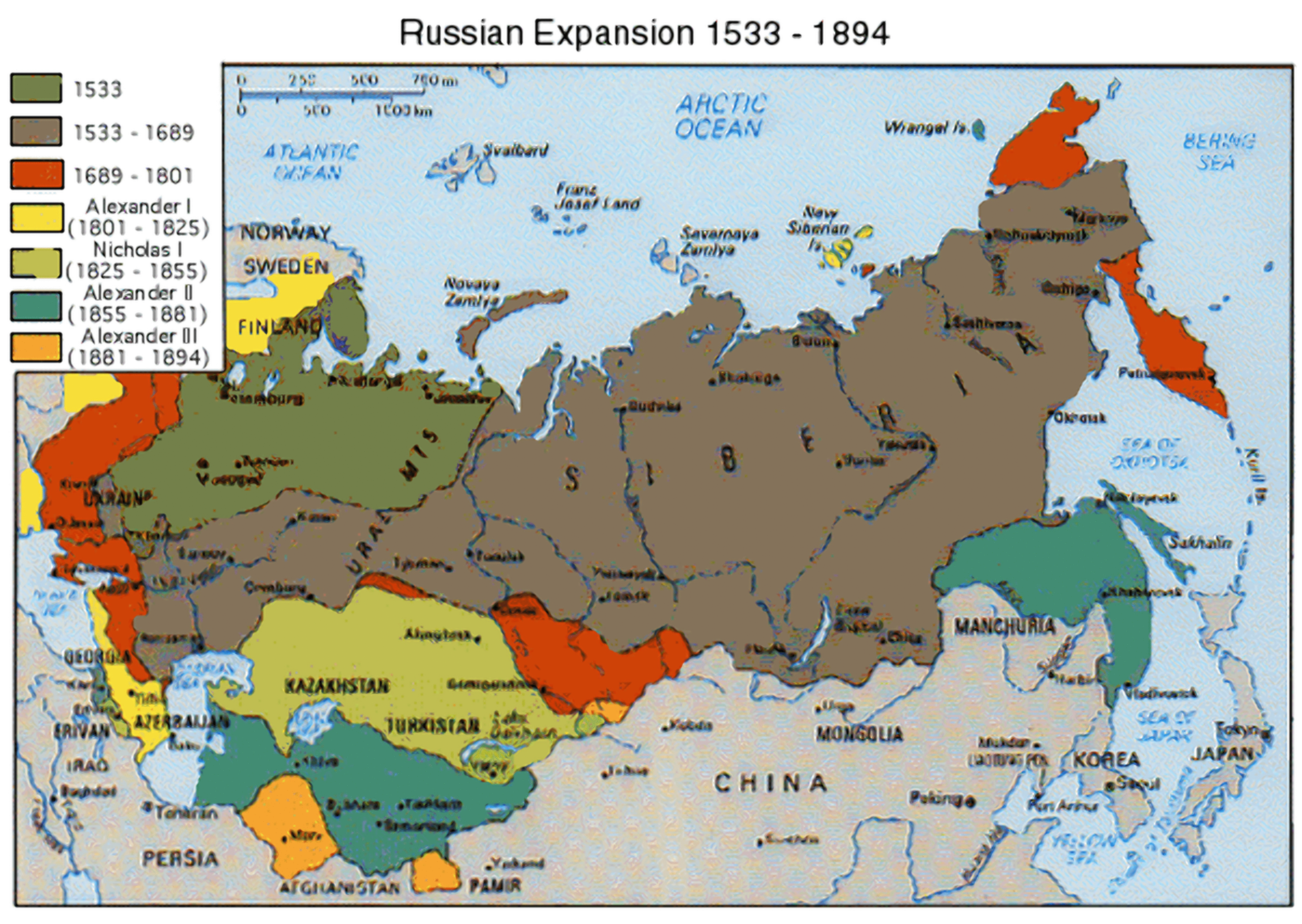
1533년부터 1896년까지의 러시아 지도

시베리아 정복은 또한 질병의 확산을 초래했다. 역사가 존 F. 리처즈는 다음과 같이 썼다. "...초기 근대 시베리아의 전체 인구가 30만 명을 넘었을지는 의문이다. ...새로운 전염병은 시베리아 원주민을 약화시키고 사기를 떨어뜨렸다. 이 중 최악은 천연두였는데, "빠른 확산, 높은 사망률, 생존자의 영구적인 흉터" 때문이었다. ...1650년대에는 예니세이강 동쪽으로 이동하여 퉁구스족과 야쿠트족 인구의 최대 80%를 앗아갔다. 1690년대에는 천연두 유행으로 유카기르족 인구가 약 44% 감소했다. 이 질병은 시베리아 전역에서 집단에서 집단으로 빠르게 퍼져나갔다."

### 시베리아 원주민에 대한 영향

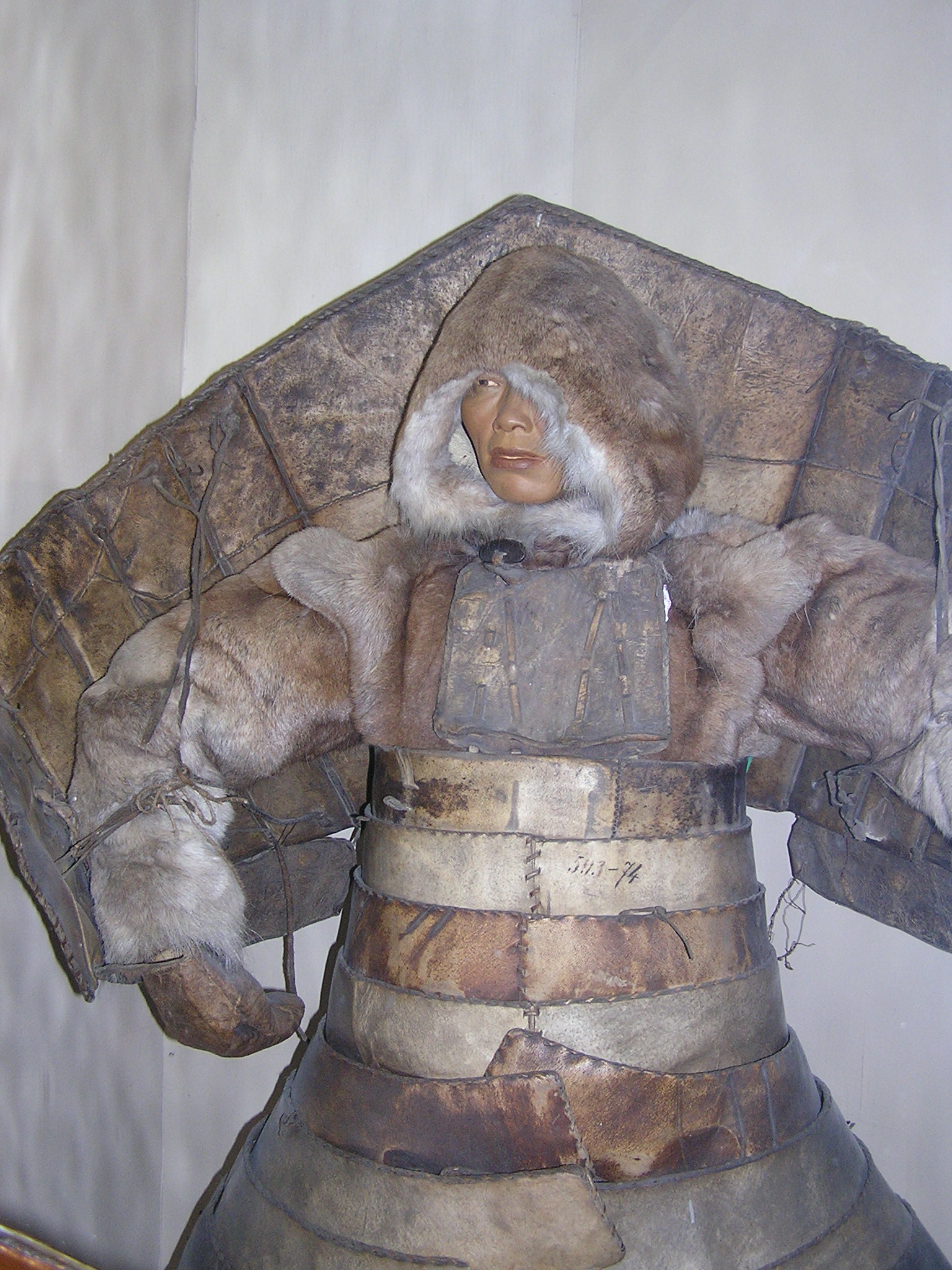
시베리아 원주민들이 입었던, 나무와 뼈로 강화된 경화 가죽으로 만든 판갑 형태의 갑옷

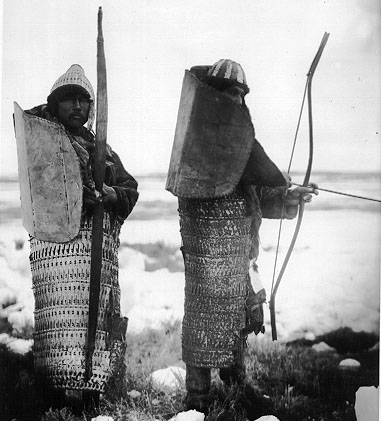
코랴크인들이 전통적으로 입었던 찰갑 (1900년경)

카자크의 간청이 거부되자 그들은 무력으로 대응하기로 결정했다. 1645년 바실리 포야르코프와 1650년 예로페이 하바로프의 지휘 아래 다우르족을 포함한 많은 사람들이 카자크에 의해 살해되었다. 러시아 정복 초기 50년 후 캄차카에서는 이전 인구 2만 명 중 8천 명만이 남았다. 하바로프가 처음 왔을 때 다우르족은 러시아인들의 잔혹성에 대한 소문을 두려워하여 마을을 버리고 도망쳤다. 두 번째 왔을 때 다우르족은 러시아인들에게 맞서 싸웠지만 학살당했다. 17세기에는 아무르주 원주민들이 "붉은 수염"으로 알려진 러시아인들에게 공격을 받았다.
1640년대에 야쿠트인들은 러시아인들이 레나강 근처 지역으로 진출하면서 폭력적인 원정을 겪었고, 1690년대 캄차카에서는 코랴크인, 캄차달인, 축치인들도 서양 역사가 스티븐 션필드에 따르면 러시아인들에 의해 마찬가지로 고통받았다. 러시아인들이 원주민들로부터 요구하는 양의 야삭을 얻지 못하자, 카자크 출신인 야쿠츠크의 총독 표트르 골로빈은 갈고리로 원주민 남성들을 매달아 죽였다. 레나강 유역에서는 야쿠트족 인구의 70%가 40년 만에 감소했고, 원주민 여성들은 강간당했으며, 아이들과 함께 야삭을 지불하도록 강제하기 위해 종종 노예가 되었다.
존 F. 리처드에 따르면:
천연두는 1630년 처음 서시베리아에 도달했다. 1650년대에는 예니세이강 동쪽으로 이동하여 퉁구스족과 야쿠트족 인구의 최대 80%를 앗아갔다. 1690년대에는 천연두 유행으로 유카기르족 인구가 약 44% 감소했다. 이 질병은 시베리아 전역에서 집단에서 집단으로 빠르게 퍼져나갔다. 전염병 사망률은 인구의 50%에 달했다. 이 재앙은 20~30년 간격으로 다시 찾아왔고, 어린아이들에게는 끔찍한 결과를 초래했다.

캄차카에서 러시아인들은 1706년, 1731년, 1741년에 이텔멘족의 러시아 통치에 대한 봉기를 진압했다. 첫 번째 봉기에서 이텔멘족은 석기 무기로 무장하여 준비가 부족하고 장비가 좋지 않았지만, 두 번째 봉기에서는 화약 무기를 사용했다. 1745년부터 1756년까지 총과 활로 무장한 코랴크족을 진압하려 했을 때 러시아인들은 더 거센 저항에 직면했고, 결국 승리했다. 러시아 카자크는 또한 1729년, 1730~1731년, 1744~1747년에 축치인을 전멸시키려는 시도를 포기해야 할 정도로 격렬한 저항에 직면했다. 1729년 축치족에게 러시아가 패배한 후, 러시아 사령관 파블루츠키 소령은 축치족과의 전쟁과 1730~1731년에 축치 여성과 어린이의 대량 학살 및 노예화를 담당했지만, 그의 잔혹함은 축치족을 더욱 맹렬하게 싸우게 만들었다. 1742년 엘리자베타 여제는 축치족과 코랴크족을 원주민 땅에서 완전히 추방하고 전쟁을 통해 그들의 문화를 말살하라고 명령했다. 이 명령은 원주민을 "완전히 전멸"시키라는 것이었으며, 파블루츠키는 1744년부터 1747년까지 이 전쟁을 다시 지휘하면서 카자크를 "전능하신 하느님의 도움과 여제 폐하의 행운을 빌어" 축치 남성들을 학살하고 그들의 여성과 아이들을 전리품으로 노예로 만들었다. 그러나 축치족은 파블루츠키를 참수하고 살해함으로써 이 작전을 종결시키고 그들을 포기하도록 강요했다.
러시아인들은 또한 1744년과 1753~1754년에 코랴크족에 대한 전쟁과 학살을 감행했다. 러시아인들이 원주민들을 기독교로 개종시키려 하자, 코랴크족, 축치족, 이텔멘족, 유카기르인과 같은 다양한 원주민들은 모두 1740년대에 러시아인들을 자신들의 땅에서 몰아내기 위해 단결했으며, 이는 1746년 니즈네캄차츠크 요새 공격으로 절정에 달했다. 오늘날 캄차카는 인구 통계학적으로나 문화적으로 유럽화되었으며, 원주민은 5%에 불과하고, 러시아 통치 초기 수십 년 동안 이텔멘족과 코랴크족을 1697년 합병한 후 천연두와 같은 전염병과 카자크에 의한 대량 학살로 인해 이전 15만 명에서 약 1만 명만이 남았다. 러시아 카자크에 의한 살해는 캄차카의 원주민들을 황폐화시켰다. 학살 외에도 카자크는 모피를 얻기 위해 엄청난 수의 동물을 도살하여 야생 생물을 황폐화시켰다. 캄차달인의 90%와 만시인의 절반이 18세기에서 19세기 사이에 살해되었고, 원주민 인구의 급격한 학살은 전체 민족 집단이 완전히 사라지게 만들었으며, 1882년 기준으로 니콜라이 야드린체프가 명명할 수 있는 12개 정도의 멸종된 집단이 있었다. 이 학살의 상당 부분은 시베리아 모피 무역에 의해 야기되었다.
19세기의 시베리아 러시아인들 중 Oblastniki는 원주민들이 엄청난 폭력적 착취를 당했다고 인정했으며, 자신들이 제안한 지역주의 정책으로 상황을 개선할 것이라고 주장했다.
알류트 열도의 알류트족은 러시아 지배 초기 20년 동안 러시아 모피 상인들에 의해 집단학살과 노예화를 당했으며, 알류트 여성과 아이들은 러시아인들에게 잡히고 알류트 남성들은 학살당했다.
슬라브계 러시아인들은 투바 공화국과 사하 공화국을 제외한 시베리아의 모든 원주민들과 도시들에서 수를 능가하며, 슬라브계 러시아인들은 부랴트와 알타이 공화국에서 다수를 차지하여 부랴트인과 알타이인 원주민들보다 수가 많다. 부랴트인들은 자신들의 공화국 인구의 33.5%에 불과하고, 알타이인은 37%, 축치족은 28%에 불과하며, 에벤크족, 한티인, 만시인, 네네츠인은 비원주민들에게 인구의 90%를 능가당한다. 원주민들은 차르와 소련 정책에 의해 생활 방식을 바꾸도록 강요받았고, 러시아인들은 차르와 소련에 의해 몰수된 원주민들의 순록 무리와 야생 동물을 받았다. 순록 무리는 멸종 위기에 처할 정도로 잘못 관리되었다.
아이누는 자신들이 쿠릴 열도의 원주민이며 일본인과 러시아인 모두 침략자였음을 강조했다.

## 이데올로기
러시아가 시베리아로 확장하는 주된 이데올로기적 정당화는 시비르 칸국이 러시아 영역에 법적으로 편입됨으로써 러시아가 우랄산맥에서 동쪽으로 태평양까지 이르는 전체 영토에 대한 법적 주권을 가졌다는 해석에서 비롯되었다. 따라서 시베리아의 실제 경계는 매우 모호하게 정의되었고 해석의 여지가 많았다. 사실상, 러시아의 영토 지배는 중국이나 몽골과 같이 러시아의 확장에 대항하고 특정 영토에 대한 자신들의 주권을 지속적으로 주장할 수 있는 중앙집권적 국가들의 영토 주장이 러시아의 주장과 충돌할 때에만 종료되었다. 러시아 식민주의를 정당화하는 두 번째 이데올로기적 기둥은 동방 정교의 확산이었지만, 이 명분은 주로 탐험가와 정착민들 스스로가 임시방편적으로 내세운 것이었으며 러시아 정교회 자체에서 제시된 것은 아니었다.

## 같이 보기
- 러시아의 탐험가 목록
- 러시아 민족통일주의
- 청-러시아 국경 분쟁
- 시베리아 지역주의
- 시베리아 포털

## 더 읽어보기
- Bassin, Mark. "Inventing Siberia: visions of the Russian East in the early nineteenth century." American Historical Review 96.3 (1991): 763–794. online
- Batalden, Stephen K. (1997). 《The Newly Independent States of Eurasia: Handbook of Former Soviet Republics》. Contributor Sandra L. Batalden revis판. Greenwood Publishing Group. ISBN 0897749405. 2014년 4월 24일에 확인함.
- Bisher, Jamie (2006). 《White Terror: Cossack Warlords of the Trans-Siberian》. Routledge. ISBN 1135765952. 2014년 4월 24일에 확인함.
- Bisher, Jamie (2006). 《White Terror: Cossack Warlords of the Trans-Siberian》. Routledge. ISBN 1135765960. 2014년 4월 24일에 확인함.
- Bobrick, Benson (2002년 12월 15일). “How the East Was Won”. 《THE NEW YORK TIMES》. 2014년 5월 24일에 확인함.
- Black, Jeremy (2008). 《War and the World: Military Power and the Fate of Continents, 1450–2000》. Yale University Press. ISBN 978-0300147698. 2014년 4월 24일에 확인함.
- Forsyth, James (1994). 《A History of the Peoples of Siberia: Russia's North Asian Colony 1581–1990》 illurat, reprint, revis판. Cambridge University Press. ISBN 0521477719. 2014년 4월 24일에 확인함.
- Gibson, J. R. "The Significance of Siberia to Tsarist Russia," Canadian Slavonic Papers, 14 (1972): 442–53.
- Kang, Hyeokhweon.  Shiau, Jeffrey, 편집. 《Big Heads and Buddhist Demons: The Korean Military Revolution and Northern Expeditions of 1654 and 1658》. 《Emory Endeavors in World History》 (학위논문) 2013판. 1–22쪽. 2018년 11월 5일에 확인함.
- Lantzeff, George Vjatcheslau, and Raymond Henry Fisher. Siberia in the seventeenth century: a study of the colonial administration (U of California Press, 1943).
- Lantzeff, G. V. and R. A. Pierce, Eastward to Empire: Exploration and Conquest on the Russian Open Frontier, to 1750 (Montreal: McGill-Queen's University Press, 1973)
- Levene, Mark (2005). 《Genocide in the Age of the Nation State: Volume 2: The Rise of the West and the Coming of Genocide》. I.B.Tauris. ISBN 0857712896. 2014년 4월 24일에 확인함.
- Mote, Victor L. (1998). 《Siberia: worlds Apart》. Westview series on the post-Soviet republics illurat판. Westview Press. ISBN 0813312981. 2014년 4월 24일에 확인함.
- Pesterev, V. (2015). 《Siberian frontier: the territory of fear》. Royal Geographical Society (with IBG), London.
- Stephan, John J. (1996). 《The Russian Far East: A History》 illurat, reprint판. Stanford University Press. ISBN 0804727015. 2014년 4월 24일에 확인함.
- Wood, Alan (2011). 《Russia's Frozen Frontier: A History of Siberia and the Russian Far East 1581–1991》 illurat판. A&C Black. ISBN 978-0340971246. 2014년 4월 24일에 확인함.
- 《Yearbook》. Contributor International Work Group for Indigenous Affairs. International Work Group for Indigenous Affairs. 1992. 2014년 4월 24일에 확인함.

### 지리, 주제별 지도
- Barnes, Ian. Restless Empire: A Historical Atlas of Russia (2015), copies of historic maps
- Catchpole, Brian. A Map History of Russia (Heinemann Educational Publishers, 1974), new topical maps.
- Channon, John, and Robert Hudson. The Penguin historical atlas of Russia (Viking, 1995), new topical maps.
- Chew, Allen F. An atlas of Russian history: eleven centuries of changing borders (Yale UP, 1970), new topical maps.
- Gilbert, Martin. Atlas of Russian history (Oxford UP, 1993), new topical maps.
- Parker, William Henry. An historical geography of Russia (Aldine, 1968).